# Filmografia lui Jim Carrey

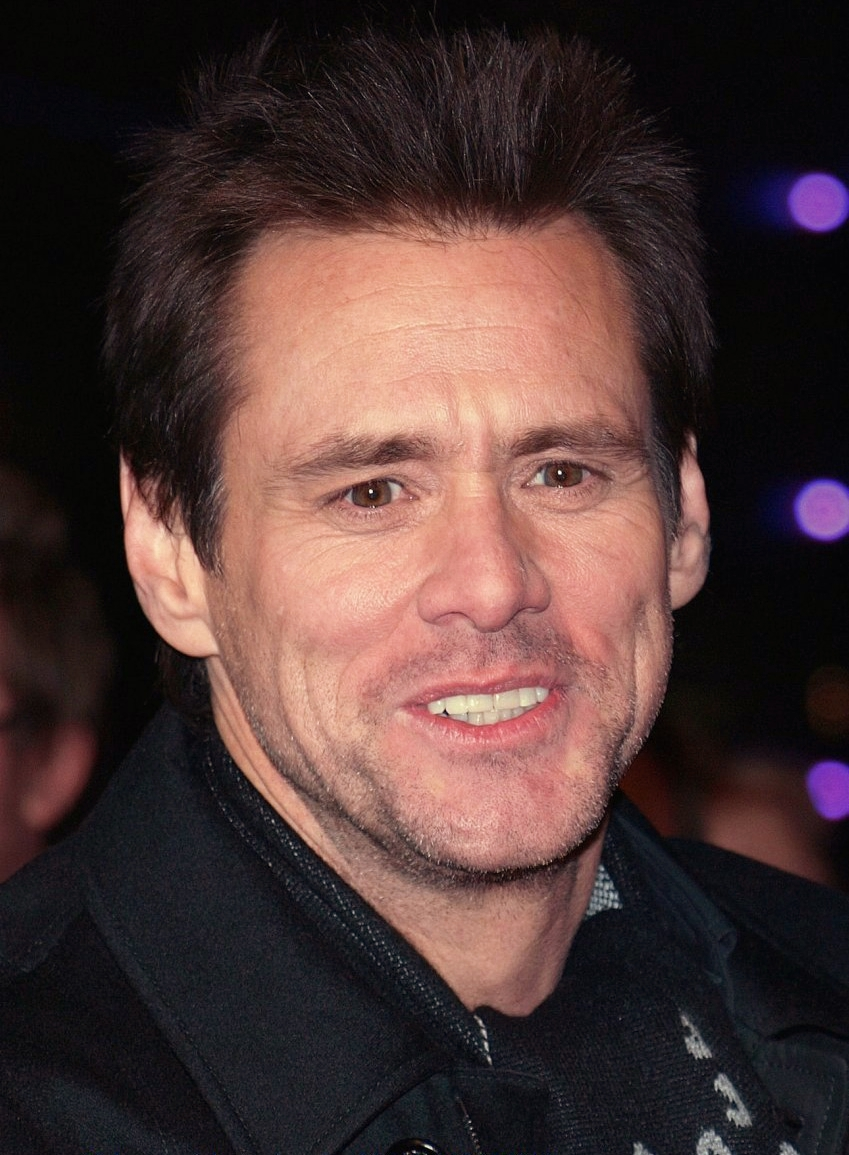
Jim Carrey în 2008

Aceasta este filmografia lui Jim Carrey:

## Filmografie
| Titlu                                                       | An   | Rol                                                                                                | Note |
| ----------------------------------------------------------- | ---- | -------------------------------------------------------------------------------------------------- | --- |
| All in Good Taste                                           | 1981 | Ralph Parker                                                                                       | |
| The Sex and Violence Family Hour                            | 1983 | Diferite roluri                                                                                    | |
| Copper Mountain                                             | 1983 | Bobby Todd                                                                                         | |
| Finders Keepers                                             | 1984 | Lane Bidlekoff                                                                                     | |
| Once Bitten (Idilă cu vampiri)                              | 1985 | Mark Kendall                                                                                       | |
| Peggy Sue Got Married (Peggy Sue se mărită)                 | 1986 | Walter Getz                                                                                        | |
| The Dead Pool (Inspectorul Harry și jocul morții)           | 1988 | Johnny Squares                                                                                     | |
| Pink Cadillac (Cadillac-ul roz)                             | 1989 | Comic                                                                                              | |
| Earth Girls Are Easy (Pământence ușuratice)                 | 1989 | Wiploc                                                                                             | |
| High Strung                                                 | 1991 | Death                                                                                              | |
| Doing Time on Maple Drive                                   | 1992 | Tim Carter                                                                                         | |
| The Itsy Bitsy Spider                                       | 1992 | The Exterminator                                                                                   | Doar voce |
| Pet Detective                                               | 1994 | Ace Ventura                                                                                        | Blockbuster Entertainment Award for Favorite Actor - Comedy, On Video Blockbuster Entertainment Award for Favorite Male Newcomer, On Video Kids' Choice Award for Favorite Movie Actor London Critics Circle Film Award for Newcomer of the Year (also for The Mask) Nominalizare - MTV Movie Award for Best Comedic Performance |
| The Mask (Masca)                                            | 1994 | The Mask / Stanley Ipkiss                                                                          | London Critics Circle Film Award for Newcomer of the Year (also for Ace Ventura: Pet Detective) Nominalizare - Golden Globe Award for Best Actor - Motion Picture Musical or Comedy Nominalizare - MTV Movie Award for Best Comedic Performance Nominalizare - MTV Movie Award for Best Dance Sequence (shared with Cameron Diaz) |
| Dumb and Dumber (Tăntălăul și Gogomanul)                    | 1994 | Lloyd Christmas                                                                                    | MTV Movie Award for Best Comedic Performance MTV Movie Award for Best Kiss (shared with Lauren Holly) Nominalizare - MTV Movie Award for Best On-Screen Duo (shared with Jeff Daniels) |
| Batman Forever                                              | 1995 | Riddler / Edward Nygma                                                                             | Nominalizare - MTV Movie Award for Best Villain |
| Ace Ventura: When Nature Calls                              | 1995 | Ace Ventura                                                                                        | Kids' Choice Award for Favorite Movie Actor MTV Movie Award for Best Comedic Performance MTV Movie Award for Best Male Performance People's Choice Award for Favorite Actor in a Comedy Movie Nominalizare - MTV Movie Award for Best Kiss (shared with Sophie Okonedo) Nominalizare - American Comedy Award for Funniest Actor (Leading Role) |
| The Cable Guy (Tipu' de la cablu)                           | 1996 | Ernie "Chip" Douglas                                                                               | Kids' Choice Award for Favorite Movie Actor MTV Movie Award for Best Comedic Performance MTV Movie Award for Best Villain Nominalizare - MTV Movie Award for Best Fight (shared with Matthew Broderick) |
| Liar Liar (Mincinosul mincinoșilor)                         | 1997 | Fletcher Reede                                                                                     | Blockbuster Entertainment Award for Favorite Actor - Comedy MTV Movie Award for Best Comedic Performance Nominalizare - Golden Globe Award for Best Actor - Motion Picture Musical or Comedy Nominalizare - Kids' Choice Award for Favorite Movie Actor |
| The Truman Show (ro:)                                       | 1998 | Truman Burbank                                                                                     | Golden Globe Award for Best Actor - Motion Picture Drama MovieGuide Award: Grace Award MTV Movie Award for Best Male Performance Nominalizare - American Comedy Award for Funniest Actor (Leading Role) Nominalizare - Blockbuster Entertainment Award for Favorite Actor - Drama Nominalizare - Chicago Film Critics Association Award for Best Actor Nominalizare - Kids' Choice Award for Favorite Movie Actor Nominalizare - Saturn Award for Best Actor |
| Simon Birch (ro:)                                           | 1998 | Adult Joe Wenteworth                                                                               | |
| Man on the Moon (ro:)                                       | 1999 | Andy Kaufman / Tony Clifton                                                                        | Boston Society of Film Critics Award for Best Actor Golden Globe Award for Best Actor - Motion Picture Musical or Comedy Nominalizare - American Comedy Award for Funniest Actor (Leading Role) Nominalizare - Canadian Comedy Award for Film - Male Performance Nominalizare - London Critics Circle Film Award for Actor of the Year (also for How the Grinch Stole Christmas) Nominalizare - MTV Movie Award for Best Male Performance Nominalizare - Online Film Critics Society Award for Best Actor Nominalizare - Satellite Award for Best Actor, Musical or Comedy Film Nominalizare - Screen Actors Guild Award for Outstanding Performance by a Male Actor in a Leading Role |
| Me, Myself & Irene                                          | 2000 | Officer Charlie Baileygates/Hank                                                                   | Teen Choice Award for Wipeout Scene of the Summer Nominalizare - MTV Movie Award for Best Comedic Performance Nominalizare - Blockbuster Entertainment Award for Favorite Actor - Comedy/Romance |
| How the Grinch Stole Christmas Cum a furat Grinch Crăciunul | 2000 | The Grinch                                                                                         | Blockbuster Entertainment Award for Favorite Actor - Comedy Kids' Choice Award for Favorite Movie Actor MTV Movie Award for Best Villain People's Choice Award for Favorite Star in a Motion Picture Comedy Teen Choice Award for Choice Hissy Fit Nominalizare - Golden Globe Award for Best Actor - Motion Picture Musical or Comedy Nominalizare - Saturn Award for Best Actor Nominalizare - Canadian Comedy Award for Film - Pretty Funny Male Performance Nominalizare - Empire Award for Best Actor Nominalizare - London Critics Circle Film Award for Actor of the Year (also for Man on the Moon)                                                                            |
| The Majestic (ro:)                                          | 2001 | Peter Appleton                                                                                     | |
| Pecan Pie (ro:)                                             | 2003 | The driver                                                                                         | film scurt de 2-minute |
| Bruce Almighty (Dumnezeu pentru o zi)                       | 2003 | Bruce Nolan                                                                                        | Kids' Choice Award for Favorite Movie Actor MTV Movie Award, Mexico, for Most Divine Miracle in a Movie Teen Choice Award for Choice Movie Actor - Comedy Nominalizare - MTV Movie Award for Best Comedic Performance Nominalizare - MTV Movie Award for Best Kiss (shared with Jennifer Aniston) Nominalizare - Teen Choice Award for Choice Movie Chemistry (shared with Morgan Freeman) |
| Eternal Sunshine of the Spotless Mind (ro:)                 | 2004 | Joel Barish                                                                                        | San Diego Film Critics Society Award for Best Actor Washington D.C. Area Film Critics Association Award for Best Ensemble Nominalizare - BAFTA Award for Best Actor in a Leading Role Nominalizare - Empire Award for Best Actor Nominalizare - Golden Globe Award for Best Actor - Motion Picture Musical or Comedy Nominalizare - Online Film Critics Society Award for Best Actor Nominalizare - People's Choice Award for Favorite Leading Man Nominalizare - People's Choice Award for Favorite On-Screen Chemistry (shared with Kate Winslet) Nominalizare - Satellite Award for Best Actor – Musical of Comedy Nominalizare - Saturn Award for Best Actor                       |
| Lemony Snicket's A Series of Unfortunate Events (ro:)       | 2004 | Count Olaf                                                                                         | People's Choice Award for Favorite Funny Male Star Teen Choice Award for Choice Movie Bad Guy Nominalizare - MTV Movie Award for Best Villain Nominalizare - Kids' Choice Award for Favorite Movie Actor Nominalizare - Teen Choice Award for Choice Movie Actor: Action/Adventure/Thriller Nominalizare - Teen Choice Award for Choice Movie Liar |
| Fun with Dick and Jane (ro:)                                | 2005 | Dick Harper                                                                                        | Nominalizare - Kids' Choice Award for Favorite Movie Actor Nominalizare - Teen Choice Award for Choice Actor: Comedy |
| The Number 23 (Numărul 23)                                  | 2007 | Walter Sparrow / Fingerling                                                                        | Nominalizare - Nominalizare - Razzie Award for Worst Actor Teen Choice Award for Choice Movie Actor: Horror/ Thriller |
| Horton Hears a Who! (ro:)                                   | 2008 | Horton                                                                                             | Doar voce Nominalizare - Kids' Choice Award for Favorite Voice from an Animated Movie |
| Yes Man (ro:)                                               | 2008 | Carl Allen                                                                                         | MTV Movie Award for Best Comedic Performance People's Choice Award for Favorite Funny Male Star Nominalizare - Kids' Choice Award for Favorite Movie Actor Nominalizare - Teen Choice Award for Choice Movie Actor: Comedy Nominalizare - Teen Choice Award for Choice Movie Hissy Fit Nominalizare - Teen Choice Award for Choice Movie Rockstar Moment |
| I Love You Phillip Morris (ro:)                             | 2009 | Steven Jay Russell                                                                                 | |
| A Christmas Carol (ro:)                                     | 2009 | Ebenezer Scrooge Ghost of Christmas Past Ghost of Christmas Present Ghost of Christmas Yet to Come | Kids' Choice Award for Favorite Voice from an Animated Movie |
| Under the Sea 3D (ro:)                                      | 2009 | Narator                                                                                            | |
| Mr. Popper's Penguins (ro:)                                 | 2011 | Thomas 'Tom' Popper Jr.                                                                            | |
| The Incredible Burt Wonderstone (ro:)                       | 2013 | Steve Gray                                                                                         | |
| Kick-Ass 2 (ro:)                                            | 2013 | Sal Bertolinni / Colonel Stars and Stripes                                                         | |
| Anchorman 2: The Legend Continues (ro:)                     | 2013 | Scott Reils                                                                                        | |
| Dumb and Dumber To (ro:)                                    | 2014 | Lloyd Christmas                                                                                    | |
| The Bad Batch (ro:)                                         | 2016 | Hermit                                                                                             | |
| True Crimes (ro:)                                           | 2016 | Tadek                                                                                              | |
| Jim & Andy: The Great Beyond (ro:)                          | 2017 | El însuși                                                                                          | Documental |

### Televiziune
| An   | Titlu                         | Rol                      | Note                                                                                       |
| ---- | ----------------------------- | ------------------------ | ------------------------------------------------------------------------------------------ |
| 1980 | The All-Night Show            | Diferite voci            | (doar voce)                                                                                |
| 1981 | Rubberface                    | Tony Moroni              | Film de televiziune                                                                        |
| 1984 | Buffalo Bill                  | Jerry Lewis Impersonator | Serie de televiziune (necreditat)                                                          |
| 1984 | The Duck Factory              | Skip Tarkenton           | Serie de televiziune                                                                       |
| 1989 | Mike Hammer: Murder Takes All | Brad Peters              | Film de televiziune                                                                        |
| 1990 | In Living Color               | Diferite roluri          | Serie de televiziune                                                                       |
| 1991 | Jim Carrey's Unnatural Act    | În rolul său             | Special de televiziune, comedie                                                            |
| 1992 | Doing Time on Maple Drive     | Tim Carter               | Film de televiziune                                                                        |
| 1994 | Space Ghost Coast to Coast    | În rolul său             | Serie de televiziune (două episoade)                                                       |
| 2011 | The Office                    | Finger Lakes guy         | Episod: "Search Committee" Nominalizare - People's Choice Award for Favorite TV Guest Star |
| 2012 | 30 Rock                       | Movie Leap Dave Williams | Episod: "Leap Day"                                                                         |

### Alte apariții
| An   | Melodie           | Album      |
| ---- | ----------------- | ---------- |
| 1998 | "I Am the Walrus" | In My life |